# UDF 423
UDF 423 ist mit einer scheinbaren Helligkeit von 20 mag eine der hellsten Spiralgalaxien und auch eine der Galaxien mit der größten scheinbaren Ausdehnung im Hubble Ultra Deep Field (UDF).

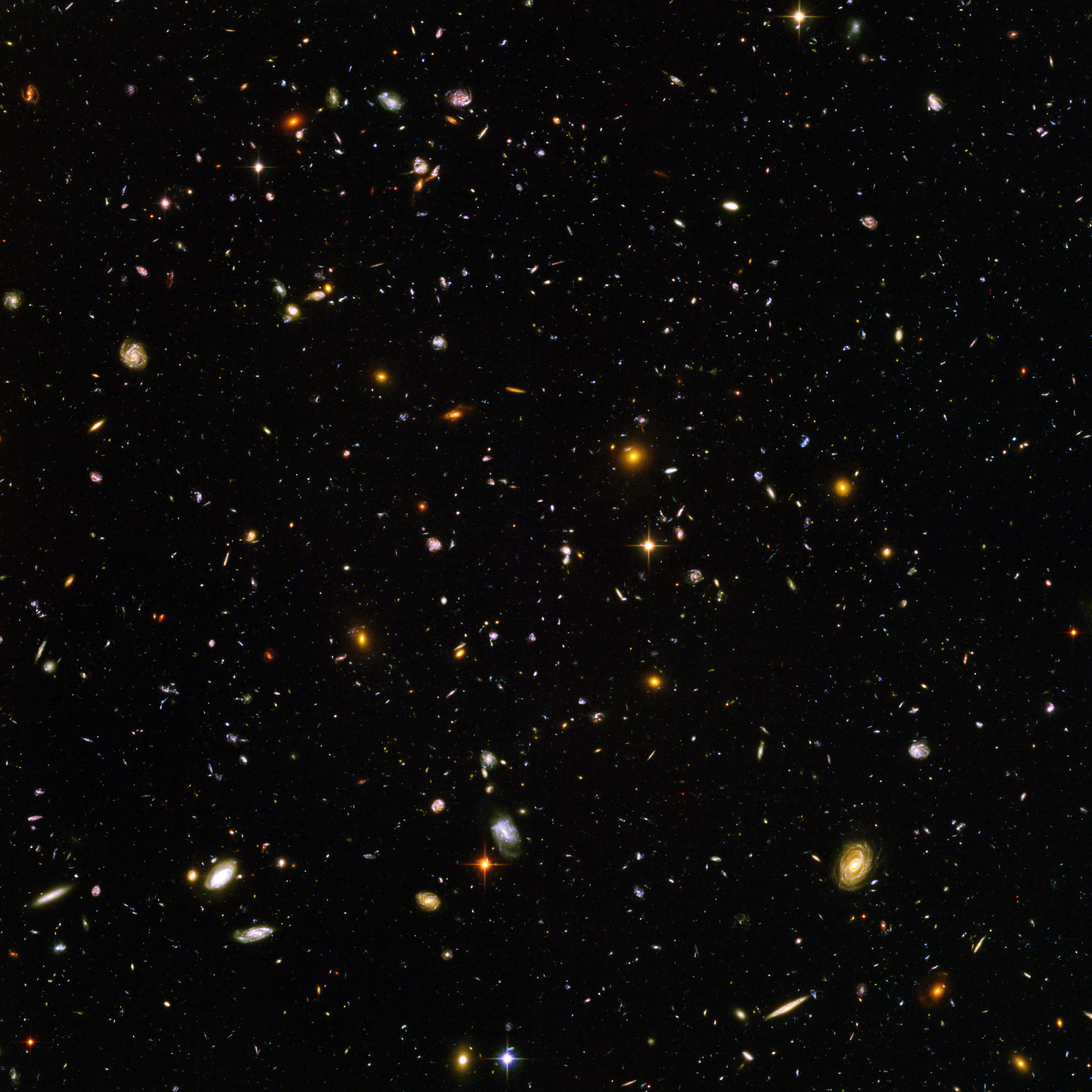
Das Hubble Ultra Deep Field mit der Spiralgalaxie UDF 423 unten rechts im Bild.

## Entfernungsberechnung
Die "Entfernung" einer weit entfernten Galaxie hängt davon ab, wie sie gemessen wird. Bei einer Rotverschiebung von 1 hat das Licht dieser Galaxie schätzungsweise 7,7 Milliarden Lichtjahre gebraucht, um zur Erde zu gelangen. Da sich diese Galaxie von der Erde zu entfernen scheint, wird der aktuelle Abstand zur Erde auf rund 10 Milliarden Lichtjahre geschätzt. Geht man von einem Alter des Universums von 13,81 Milliarden Jahren aus, hat Hubble diese Galaxie beobachtet, als das Universum etwa 6,11 Milliarden Jahre alt war.